# Myrmechis perpusilla
Myrmechis perpusilla är en orkidéart som beskrevs av Oakes Ames. Myrmechis perpusilla ingår i släktet Myrmechis och familjen orkidéer. Inga underarter finns listade i Catalogue of Life.